# حزام مقاومة

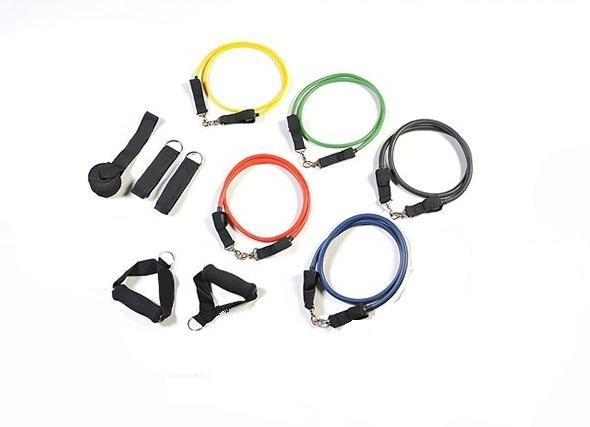

حزام أو شريط أو رباط المقاومة هو رباط مطاطي يستخدم لتمارين القوة . تُستخدم أيضًا في العلاج الطبيعي ويستخدمها خاصةً المتعافون من الإصابات العضلية، كمرضى إعادة التأهيل القلب ، للسماح بإعادة بناء القوة ببطء.